# ويلكي كولينز
وليام ويلكي كولينز (بالإنجليزية: William Wilkie Collins)‏، في الفترة (8 يناير 1824 - 23 سبتمبر 1889) روائي إنجليزي وكاتب مسرحي ومؤلف قصص قصيرة.

## حياته
في الثانية عشرة من عمره اصطحبه والده إلى إيطاليا وبقيت العائلة هناك ثلاث سنوات. بعد عودته إلى انجلترا عمل بعض الوقت في تجارة الشاي ثم انصرف لدراسة المحاماة، لكن حبه الكبير للكتابة تجلى بعد وفاة والده عام 1847 وبدأ حياته الأدبية بكتاب نشر عام 1848 وتناول سيرة أبيه كفنان. في 1850 كتب كولنز روايته الأولى (انونيا، أو سقوط روما) التي حوت انطباعات عن سنواته الثلاثة في إيطاليا. بعد ذلك توالت رواياته الناجحة فكتب عام 1860 قصة (ذات الرداء الأبيض) أخرجها التلفزيون عام 1979 ضمن سلسلة اروع القصص و (بلا اسم) و (ارمدايل) و (حجر القمر).
بسبب نجاح هذه الروايات جميعا كان كولنز مت الادباء القلائل الذين عرفوا شهرة واسعة وشعبية كبيرة وهم لا زالو احياء. وقد أكدت رواية حجر القمر مكتانة كولنز كروائي من الرعيل الأول بالرغم من أن اسلوبه في جعل أبطال القصة يروون الاحداث بأنفسهم، تعرض للنقد الشديد لاحقا. وقد استعمل أدباء مشهورون غيره مثل برام ستوكر (كاتب قصة دراكولا) هذا الاسلوب فيما بعد.

## من أعماله
- العمق المتجمد (The Frozen Deep)، سنة 1857.
- ذات الرداء الأبيض (The Woman in White)، سنة 1860.
- لا اسم (No Name)، سنة 1862.
- أرمايدايل (Armadale)، سنة 1866.
- ممنوع المرور (No Thoroughfare)، قام بها مع تشارلز ديكنز سنة 1867.
- حجر القمر (The Moonstone) سنة 1868.

## روابط خارجية
- ويلكي كولينز على موقع IMDb (الإنجليزية)
- ويلكي كولينز على موقع الموسوعة البريطانية (الإنجليزية)
- ويلكي كولينز على موقع ألو سيني (الفرنسية)
- ويلكي كولينز على موقع ميوزك برينز (الإنجليزية)
- ويلكي كولينز على موقع أول موفي (الإنجليزية)
- ويلكي كولينز على موقع قاعدة بيانات برودواي على الإنترنت (الإنجليزية)
- ويلكي كولينز على موقع قاعدة بيانات الأفلام السويدية (السويدية)
- ويلكي كولينز على موقع إن إن دي بي (الإنجليزية)
- ويلكي كولينز على موقع ديسكوغز (الإنجليزية)
- ويلكي كولينز على موقع قاعدة بيانات الفيلم (الإنجليزية)